# Clas Lindbeck

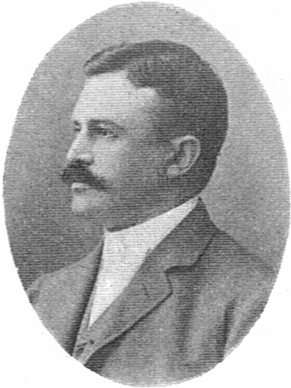
Clas Lindbeck.

Clas August Lindbeck, född den 23 februari 1866 i Härnösand, död den 22 oktober 1941 i Stockholm, var en svensk ämbetsman och skald.
Lindbeck avlade mogenhetsexamen i Stockholm 1885 och examen till rättegångsverken vid Lunds universitet 1891. Efter tjänstgöring som extra ordinarie hovrättsnotarie blev han registrator i Civildepartementet 1900 samt kansliråd och byråchef där 1902. Då Lindbecks ansvarsområde var järnvägar övergick han vid departementets upplösning 1920 till det nya Kommunikationsdepartementet, där han var verksam till sin pensionering. Han utgav diktsamlingen Visor (1898). Lindbeck blev riddare av Nordstjärneorden 1904 och kommendör av andra klassen av samma orden 1920.
Clas Lindbecks mor var född Tamm. Han var i sitt första äktenskap gift med sin kusin Hedvig Tamm, som senare gifte om sig med Wilhelm Svedenborg. I sitt andra äktenskap var Clas Lindbeck gift med Svedenborgs första hustru,  Anna Nordenskiöld, dotter till Adolf Erik Nordenskiöld